# Umm Walad
Umm Walad (arab. أم ولد) – miasto w Syrii, w muhafazie Dara. W 2004 roku liczyło 7547 mieszkańców.